# Кам (река)
Кам (англ. Cam) — река в Великобритании, протекающая к югу от города Или и впадающая в Грейт-Уз. Длина реки — 69,4 км.
Берёт начало к югу от Дебдена на высоте 112 м.

## Происхождение названия
Более раннее название реки было Гранта (англ. Granta), от названия англосаксонского города Грантебрюке, сегодняшнего Кембриджа. После переименования города река также получила новое имя, которое подходило к названию города. Один из двух притоков всё ещё называется именем Гранта.

## Галерея

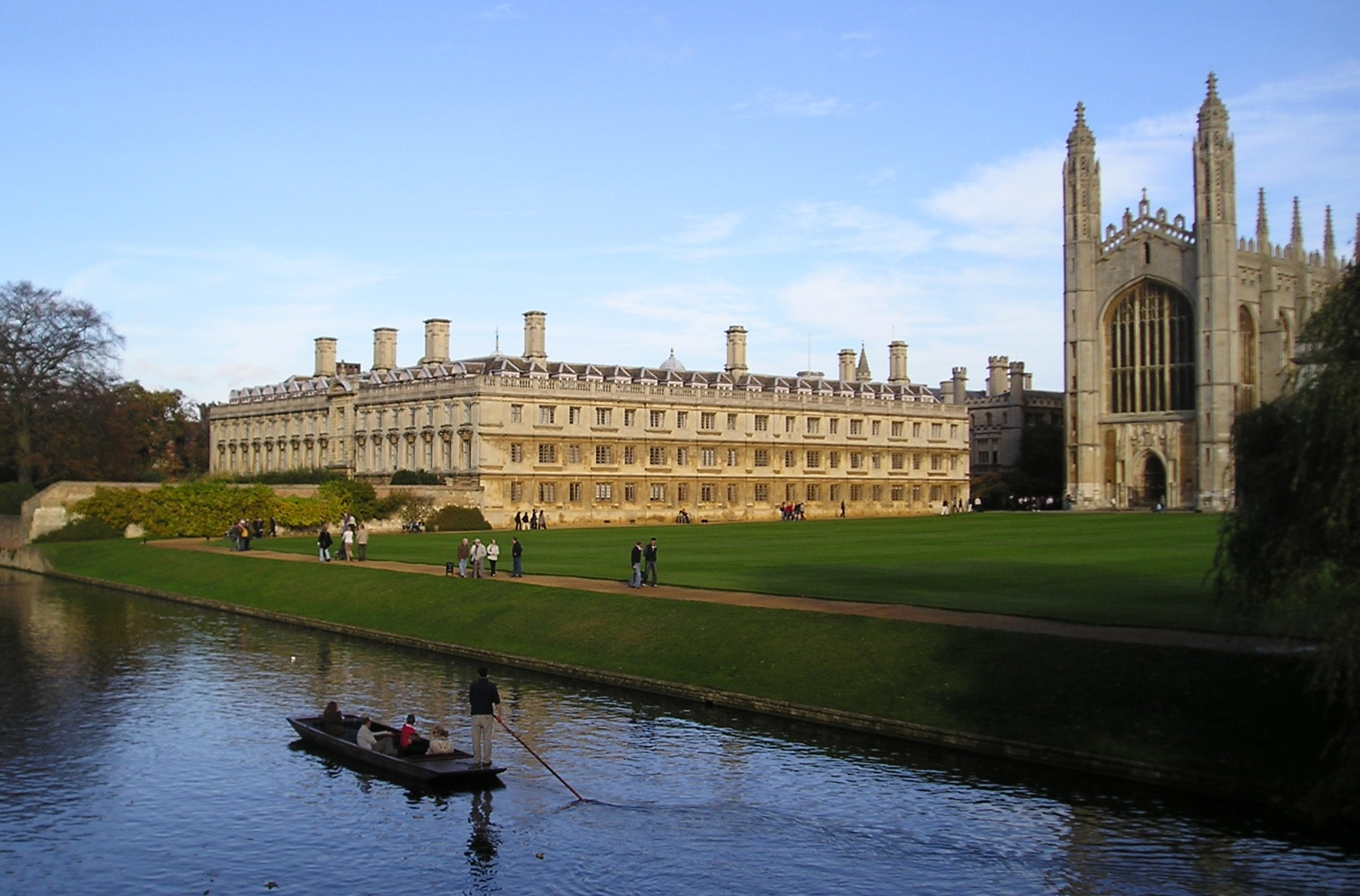
Берег реки Кам в Кембридже
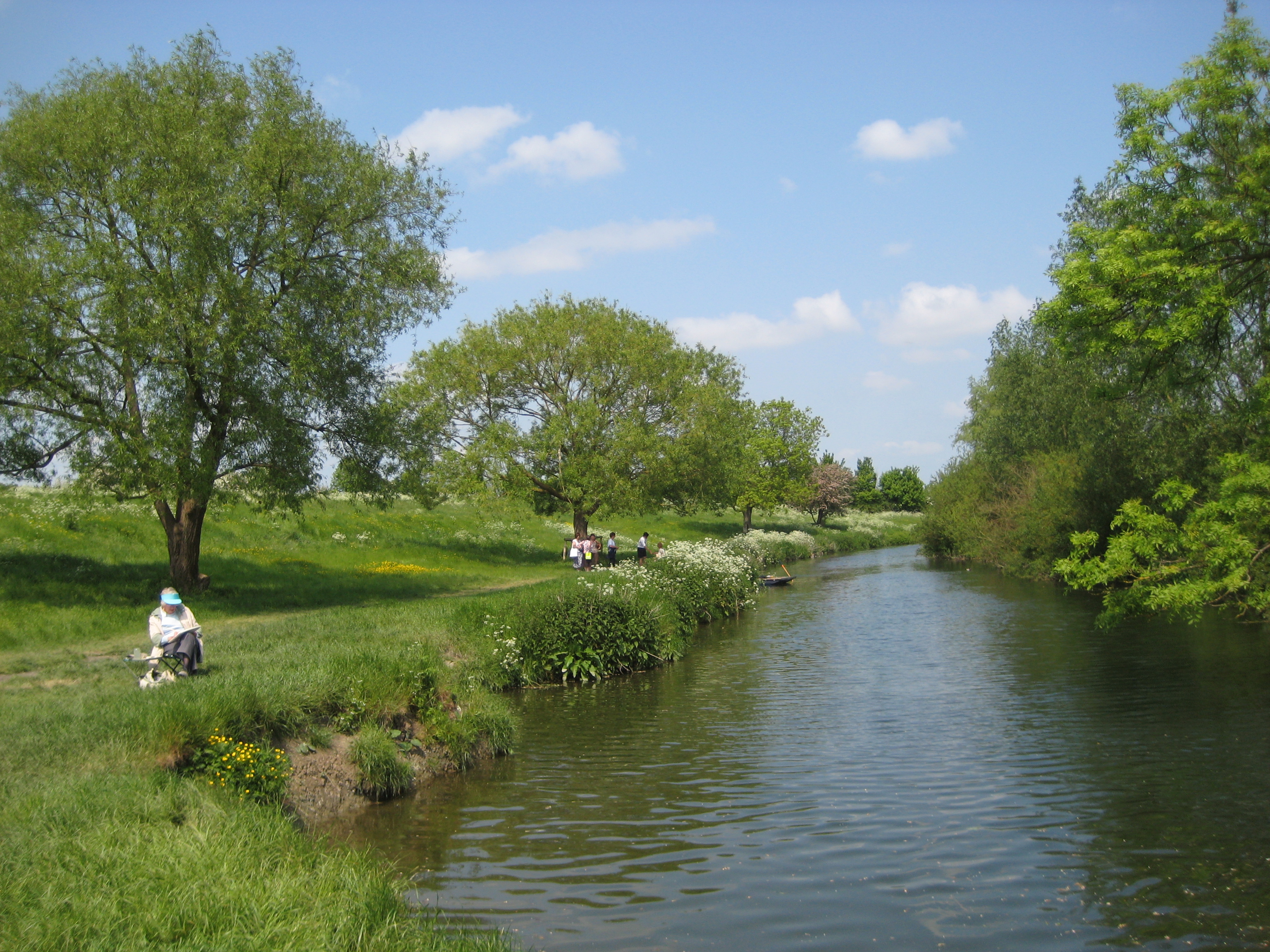
Берег реки Кам в Гранчестере